# Hagen im Bremischen
Hagen im Bremischen è un comune della Bassa Sassonia, in Germania. Appartiene al circondario di Cuxhaven.

## Storia
Il 1º gennaio 2014 vennero aggregati a Hagen im Bremischen i comuni della disciolta Samtgemeinde Hagen (Bramstedt, Driftsethe, Sandstedt, Uthlede e Wulsbüttel).